# Vincenzo Nibali
Vincenzo Nibali (* 14. listopadu 1984) je bývalý italský profesionální silniční cyklista jezdící za UCI WorldTeam Astana Qazaqstan Team.

## Kariéra
Narodil se na Sicílii ve městě Messina. Do světa cyklistiky se uvedl výbornými výsledky v juniorech, v roce 2002 vítězí ve 14 závodech mezi jinými i italském mistrovství. Ale především získává bronzovou medaili na mistrovství světa a to v časovce jednotlivců.
V roce 2003 přešel z juniorů do kategorie cyklistů do 23 let, zúčastnil se mistrovství Evropy v Aténách a mistrovství světa v Kanadě. Bilance po sezóně byla více než příznivá, 7 vítězství včetně dvou etap v závodě kolem Rakouska a druhé místo v celkové klasifikaci. V dalším roce byl ještě úspěšnější (12 vítězství) a znovu reprezentoval Itálii na ME i na MS, kde získal 5. místo v závodě jednotlivců a bronzovou medaili z časovky.
V roce 2005 se stal profesionálním cyklistou poté, co si ho vyhlédla stáj Fassa Bartolo v čele s Alessandrem Petacchim a společně získávají vítězství v týmové časovce při Settimana Internazionale di Coppi e Bartali.
Úspěšná pro něj byla sezóna 2006, kdy přešel do formace Liquigas vedené Danilme Di Lucou. Vítězí v etapě závodu Settimana Internazionale di Coppi e Bartali a v GP Ouest–France, přidal výborné výsledky na závodech Kolem Dánska a Kolem Beneluxu, což mu opět zajistilo účast na mistrovství světa. V konečné klasifikaci Pro Tour 2006 skončil na 24. místě.
V roce 2010 Nibali vyhrál svou první Grand Tour, a to Vueltu a España, před Slovákem Peterem Velitsem.
Na LOH 2016 Nibali jel ve vedoucí skupině, ale 12 km před cílem upadl a zlomil si klíční kost.

## Nejlepší výsledky

### 2006
- 1. místo – druhá etapa Settimana Coppi-Bartali
- 1. místo – GP Ouest France Plouay

### 2007
- 1. místo – Giro di Toscana
- 1. místo – GP Industria e Artigianato

### 2008
- Celkově –  Giro del Trentino
  - vítěz 3. etapy
- 10. místo Liege-Bastogne-Liege

### 2009
- 6. místo – celkově Tour of California
- 7. místo – celkově Tour de France
- 9. místo – celkově Kolem Baskicka
- 10. místo – celkově Tirreno–Adriatico

### 2010
- Celkově –  Vuelta a España
  - Celkově – (Kombinovaná klasifikace)
- 3. místo – celkově Giro d'Italia
  - vítěz 4.(časovka jednotlivců) a 14. etapa
- 5. místo Giro di Lombardia
- 8. místo – celkově Tirreno–Adriatico

### 2011
- 2. místo – celkově Giro d'Italia
  - vítěz 16.etapy
- 5. místo – celkově Tirreno–Adriatico
- 7. místo – celkově Vuelta a España
- 8. místo Lutych-Bastogne-Lutych
- 8. místo Milán – San Remo

### 2012
- Celkově –  Tirreno–Adriatico
  - Celkově –  (Bodovací klasifikace)
  - vítěz 5.etapy
- 2. místo Lutych-Bastogne-Lutych
- 3. místo Milán – San Remo
- 3. místo – celkově Tour de France 2012
- 8. místo La Flèche Wallonne

### 2013
- Celkově –  Giro d'Italia
  - vítěz 18.(časovka jednotlivců) a 20.etapa
- 2. místo – celkově Vuelta a España
  - vítěz 1.etapy (časovka jednotlivců)
  - držel  po 2.etapě, ve 4.–7. a 11.–18. etapě
- 4. místo Mistrovství světa v silniční cyklistice

### 2014
- vítěz  Italský národní šampionát (silniční závod)
- 5. místo – celkově Tour de Romandie
- 8. místo – celkově Critérium du Dauphiné
- Celkově –  Tour de France
  - vítěz 2., 10., 13., a 18.etapy

### 2015
- Giro di Lombardia – 1. místo
- Mistr Itálie v silničním závodě
- 4. místo Tour de France

### 2016
- 1. místo celkového pořadí Giro d'Italia
  - vítěz 19. etapy
- 1. místo Kolem Ománu

#### Výsledky na etapových závodech
| Výsledky na Grand Tours        |      |      |      |      |      |      |      |      |      |      |      |      |      |      |      |      |      |      |
| Grand Tour                     | 2005 | 2006 | 2007 | 2008 | 2009 | 2010 | 2011 | 2012 | 2013 | 2014 | 2015 | 2016 | 2017 | 2018 | 2019 | 2020 | 2021 | 2022 |
| Giro d'Italia                  | —    | —    | 19   | 11   | —    | 3    | 2    | —    | 1    | —    | —    | 1    | 3    | —    | 2    | 7    | 18   | 4    |
| Tour de France                 | —    | —    | —    | 20   | 6    | —    | —    | 3    | —    | 1    | 4    | 30   | —    | DNF  | 39   | —    | DNF  |      |
| Vuelta a España                | —    | —    | —    | —    | —    | 1    | 7    | —    | 2    | —    | DSQ  | —    | 2    | 59   | —    | —    | —    |      |
| Výsledky na etapových závodech |      |      |      |      |      |      |      |      |      |      |      |      |      |      |      |      |      |      |
| Závod                          | 2005 | 2006 | 2007 | 2008 | 2009 | 2010 | 2011 | 2012 | 2013 | 2014 | 2015 | 2016 | 2017 | 2018 | 2019 | 2020 | 2021 | 2022 |
| Paříž–Nice                     | —    | 66   | —    | —    | —    | —    | —    | —    | —    | 21   | —    | —    | —    | —    | —    | 4    | —    | —    |
| Tirreno–Adriatico              | —    | —    | 17   | —    | 10   | 8    | 5    | 1    | 1    | —    | 16   | 6    | 26   | 11   | 15   | 19   | 9    | —    |
| Volta a Catalunya              | 56   | —    | —    | —    | —    | —    | —    | —    | —    | —    | —    | —    | —    | —    | —    | NS   | —    | —    |
| Kolem Baskicka                 | 92   | —    | —    | —    | 9    | —    | —    | —    | —    | —    | —    | —    | —    | DNF  | —    | NS   | —    | —    |
| Tour de Romandie               | —    | —    | —    | —    | —    | —    | —    | —    | —    | 5    | 10   | —    | —    | —    | —    | NS   | —    |      |
| Critérium du Dauphiné          | —    | DNF  | —    | —    | 7    | —    | —    | 28   | —    | 7    | 12   | —    | —    | 24   | —    | —    | —    |      |
| Tour de Suisse                 | DNF  | —    | —    | —    | —    | —    | —    | —    | —    | —    | —    | —    | —    | —    | —    | NS   | —    |      |

#### Výsledky na monumentech
| Monument               | 2005                             | 2006                             | 2007                             | 2008                             | 2009                             | 2010                             | 2011                             | 2012                             | 2013                             | 2014                             | 2015                             | 2016                             | 2017                             | 2018                             | 2019                             | 2020                             | 2021                             | 2022                             |
| ---------------------- | -------------------------------- | -------------------------------- | -------------------------------- | -------------------------------- | -------------------------------- | -------------------------------- | -------------------------------- | -------------------------------- | -------------------------------- | -------------------------------- | -------------------------------- | -------------------------------- | -------------------------------- | -------------------------------- | -------------------------------- | -------------------------------- | -------------------------------- | -------------------------------- |
| Milán – San Remo       | —                                | 69                               | —                                | —                                | 49                               | 28                               | 8                                | 3                                | DNF                              | 44                               | 45                               | 33                               | —                                | 1                                | 8                                | 23                               | 35                               | —                                |
| Kolem Flander          | —                                | —                                | —                                | —                                | —                                | —                                | —                                | —                                | —                                | —                                | —                                | —                                | —                                | 24                               | —                                | —                                | —                                | —                                |
| Paříž–Roubaix          | Nezúčastnil se během své kariéry | Nezúčastnil se během své kariéry | Nezúčastnil se během své kariéry | Nezúčastnil se během své kariéry | Nezúčastnil se během své kariéry | Nezúčastnil se během své kariéry | Nezúčastnil se během své kariéry | Nezúčastnil se během své kariéry | Nezúčastnil se během své kariéry | Nezúčastnil se během své kariéry | Nezúčastnil se během své kariéry | Nezúčastnil se během své kariéry | Nezúčastnil se během své kariéry | Nezúčastnil se během své kariéry | Nezúčastnil se během své kariéry | Nezúčastnil se během své kariéry | Nezúčastnil se během své kariéry | Nezúčastnil se během své kariéry |
| Lutych–Bastogne–Lutych | 112                              | DNF                              | 71                               | 10                               | 39                               | 27                               | 8                                | 2                                | 23                               | 30                               | 13                               | 51                               | —                                | 32                               | 8                                | —                                | —                                | 30                               |
| Giro di Lombardia      | 79                               | DNF                              | 34                               | 37                               | —                                | 5                                | 40                               | 26                               | DNF                              | —                                | 1                                | —                                | 1                                | 2                                | 55                               | 6                                | 13                               |                                  |

| —   | Nezúčastnil se  |
| DNF | Nedokončil      |
| DSQ | Diskvalifikován |
| JS  | Jede se         |
| NS  | Nekonalo se     |